# 2023年至今加沙人道主义危机

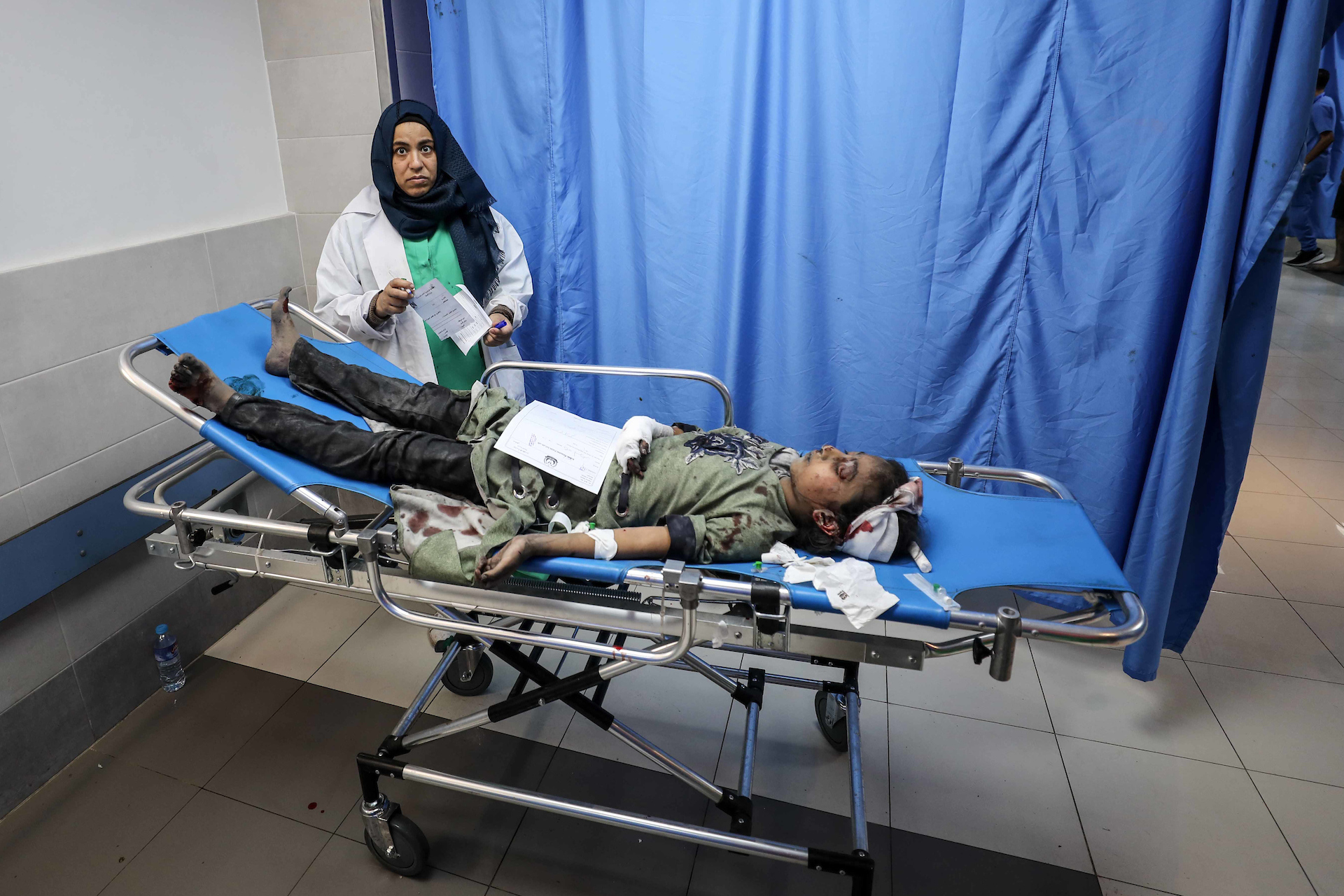
希法醫院等待治療的傷患，攝於2023年10月

加薩走廊自2023年10月以色列—哈瑪斯戰爭爆發起陷入嚴重人道主義危機，包括飢荒與醫療崩潰。戰爭開始時以色列即對加薩走廊進行全面封鎖，造成加薩燃料、食物、飲水與醫療資源嚴重短缺，供電量僅為戰前的10%，醫院、污水處理與海水淡化廠等基礎建設皆因缺乏能源而停擺，當地並有多起傳染病疫情爆發。
此外以色列軍隊也對加薩走廊大規模空襲，毀壞加薩的基礎建設，截至2023年11月以色列已投下約合2枚核彈當量的炸彈，加薩衛生部表示開戰後一個月即有超過4000名兒童喪生，聯合國秘書長安東尼歐·古特瑞斯則指加薩已成為「兒童的墳場」。
無國界醫生、國際紅十字會、聯合國兒童基金會、世界衛生組織、聯合國開發計劃署、聯合國人口基金與世界糧食計劃署等國際組織皆指加薩走廊面臨人道主義系統的全面崩潰。聯合國人權事務高級專員辦事處專員福尔克尔·蒂尔克於11月8日表示拉法口岸已成為「現實噩夢之門」。